# مالوعبدرشیدوو
مالوعبدرشیدوو (به لاتین: Maloabdrashitovo) یک منطقهٔ مسکونی در روسیه است که در باشقیرستان واقع شده‌است.